# كريستوف ليمان
كريستوف ليمان (بالألمانية: Christoph Lehmann )‏ (و. 1568 – 1638 م) هو مؤرخ ألماني، ولد في فينسترفالده، توفي في هايلبرون، عن عمر يناهز 70 عاماً.